# Parlamentswahlen in Britisch-Gambia 1951
Die Parlamentswahlen in Britisch-Gambia 1951 fanden in der westafrikanischen britischen Kolonie Gambia 1951 statt. Diese Wahlen waren für drei gewählte Sitze im Legislativrat (englisch Legislative Council), einem Vorläufer des Repräsentantenhauses (englisch House of Representatives).
Die Sitze wurden von John Colley Faye, Ibrahima Momodou Garba-Jahumpa und Henry A. Madi gewonnen.

## Wahlverfahren und -kreise
Es war das zweite Mal, dass Repräsentanten in dem Legislativrat gewählt wurden.
Aus dem einen Wahlkreis der Wahl 1947 wurden zwei geschaffen. Aus der Stadt Bathurst (der ehemalige Name von Banjul) wurden zwei Mitglieder und der Kombo-St. Mary Area (auch als Britisch-Kombo bekannt gewesen) ein Mitglied direkt gewählt.
Das Protektorat war an diesen Wahlen nicht beteiligt.

## Wahlvorbereitung
| Partei | Partei                                | Anzahl |
| ------ | ------------------------------------- | ------ |
|        | Gambia Democratic Party (GDP)         | 1      |
|        | Bathurst Young Muslims Society (BYMS) | 1      |
|        | Gambia National League (GNL)          | 1      |
|        | Common People’s Party (CPP)           | 2      |
|        | Unabhängige Kandidaten                | 5      |
| Gesamt | Gesamt                                | 10     |

Vor der Wahl formierten sich die ersten Interessenverbände und die ersten Parteien wurden gegründet. So wurde unter der Führung von dem anglikanischen Priester John Colley Faye, der dem Volk der Serere angehörte, im Juni 1951 die Gambia Democratic Party (GDP) gegründet. Die Bathurst Young Muslims Society (BYMS) gruppierte sich um den muslimischen Kandidaten Ibrahima Momodou Garba-Jahumpa, aus der BYMS entstand 1952 der Gambia Muslim Congress.

## Wahlausgang
Von den 3.337 abgegebenen Stimmen erreichten John Colley Faye, Ibrahima Momodou Garba-Jahumpa und Henry A. Madi die nötige Mehrheit und wurden gewählt.

### Wahlergebnis nach Partei
| Sitze im Parlament       | Sitze im Parlament | Sitze im Parlament | Sitze im Parlament | Sitze im Parlament | Sitze im Parlament | Sitze im Parlament | Sitze im Parlament |
| Partei                   | Partei             | Wahlkreis          | Wahlkreis          | Wahlkreis          | Wahlkreis          | Gesamt             | Gesamt             |
| Partei                   | Partei             | Bathurst           | Bathurst           | Kombo St. Mary     | Kombo St. Mary     | Gesamt             | Gesamt             |
| ------------------------ | ------------------ | ------------------ | ------------------ | ------------------ | ------------------ | ------------------ | ------------------ |
|                          | GDP                | 1                  | 1                  |                    |                    | 1                  | 33,3 %             |
|                          | BYMS               | 1                  | 1                  |                    |                    | 1                  | 33,3 %             |
|                          | GNL                | –                  | –                  |                    |                    | –                  | 0,0 %              |
|                          | CPP                | –                  | –                  |                    |                    | –                  | 0,0 %              |
|                          | Unabh.             | –                  | –                  | 1                  | 1                  | 1                  | 33,3 %             |
| Gesamt                   | Gesamt             | 2                  | 2                  | 1                  | 1                  | 3                  | 100,0 %            |
| Stimmen und Stimmanteile |                    |                    |                    |                    |                    |                    |                    |
| Partei                   | Partei             | Wahlkreis          | Wahlkreis          | Wahlkreis          | Wahlkreis          | Gesamt             | Gesamt             |
| Partei                   | Partei             | Bathurst           | Bathurst           | Kombo St. Mary     | Kombo St. Mary     | Gesamt             | Gesamt             |
|                          | GDP                | 905                | 27,1 %             |                    |                    | 905                | 27,1 %             |
|                          | BYMS               | 828                | 24,8 %             |                    |                    | 828                | 24,8 %             |
|                          | GNL                | 45                 | 1,3 %              |                    |                    | 45                 | 1,3 %              |
|                          | CPP                | 15                 | 0,4 %              |                    |                    | 15                 | 0,4 %              |
|                          | Unabh.             | 469                | 14,1 %             | 1.075              | 32,2 %             | 1.544              | 46,3 %             |
| Gesamt                   | Gesamt             | 2.262              |                    | 1.075              |                    | 3.337              |                    |

### Wahlergebnis nach Wahlkreis
| Verwaltungseinheit             | Wahlkreis        | Kandidat  | Partei  | Stimmen | Anteil |
| ------------------------------ | ---------------- | --------- | ------- | ------- | ------ |
| Britisch-Gambia                |                  |           |         |         |        |
|                                | Bathurst         |           |         |         |        |
|                                | John Colley Faye | GDP       | 905     | 40,01 % |        |
| Ibrahima Momodou Garba-Jahumpa | BYMS             | 828       | 36,60 % |         |        |
| Pierre Sarr N’Jie              | parteilos        | 463       | 20,47 % |         |        |
| Edward Francis Small           | GNL              | 45        | 1,99 %  |         |        |
| Mustapha Colley                | CPP              | 10        | 0,44 %  |         |        |
| J. Francis Senegal             | parteilos        | 6         | 0,27 %  |         |        |
| John Finden Dailey             | CPP              | 5         | 0,22 %  |         |        |
| Kombo St. Mary                 |                  |           |         |         |        |
|                                | Henry A. Madi    | parteilos | 813     | 75,63 % |        |
| Howsoon O. Semega-Janneh       | parteilos        | 255       | 23,72 % |         |        |
| John W. Kuye                   | parteilos        | 7         | 0,65 %  |         |        |

## Nachwahlen
Eine Nachwahl fand nicht statt.